# La Unión (Antioquia)
La Unión es un municipio de Colombia, localizado en la subregión Oriente del departamento de Antioquia. Limita por el norte con los municipios de La Ceja y El Carmen de Viboral, por el este con El Carmen de Viboral, por el sur con el municipio de Abejorral, y por el oeste con el municipio de La Ceja. Su cabecera dista 57 kilómetros de la ciudad de Medellín, capital del departamento de Antioquia. El municipio posee una extensión de 198 kilómetros cuadrados.

## Historia
La Unión surge como otro de los distritos de la región oriental de Antioquia que aparece como efecto de la colonización espontánea de toda esta zona centro oriental de Antioquia. Otros distritos como Abejorral, La Ceja y Sonsón surgieron del mismo modo, todo ello durante el siglo XVIII. 
El año 1778 del mismo se considera el año oficial de la fundación de esta localidad, pues fue entonces cuando los fundadores alzaron el primer caserío en sus propios terrenos. Inicialmente lo bautizaron Vallejuelo.
En el año de 1877 el gobierno de Antioquia creó el distrito de La Unión, compuesto por fracciones de terrenos de las localidades de La Ceja y El Carmen de Viboral. Posteriormente sería despojado de esta categoría pero, en 1886, comenzó a crearse una corriente de opinión de los habitantes y de varios personajes influyentes de las zonas circundantes, a favor de la existencia del distrito especialmente por ser parte del camino más corto para dirigirse a los departamentos de Tolima y Cundinamarca.
Sólo hasta 1911, y conjuntamente con otras jurisdicciones, se creó nuevamente el municipio de La Unión.
El municipio es tristemente conocido, por el siniestro aéreo del 28 de noviembre de 2016, al estrellarse en este municipio el vuelo 2933 de la aerolínea boliviana LaMia, resultando 71 víctimas fatales y 6 heridos, el cual provenía del Aeropuerto Internacional Viru Viru (Santa Cruz de la Sierra) y se dirigía al Aeropuerto Internacional José María Córdova (Rionegro). Este transportaba al equipo de fútbol brasileño Chapecoense, que iba rumbo a jugar el primer partido de la final de la Copa Sudamericana 2016 ante el cuadro Atlético Nacional en el estadio Atanasio Girardot. El accidente se dio en La Unión, en la vereda Pantalio, al noroccidente del municipio; la zona está conformada por colinas y cerros, en uno de los cuales (denominado Cerro Gordo), ocurrió la tragedia. El lugar del siniestro pasaría luego a denominarse Cerro Chapecoense, en honor a las víctimas por acuerdo municipal.

## Generalidades
- Fundación: El 1 de julio de 1778
- Erección del municipio, ordenanza 18 de 1911
- Fundadores: José María Londoño y Vicente Toro
- Apelativos: Emporio Papero

## División Político-Administrativa
Además de su Cabecera municipal. La Unión tiene bajo su jurisdicción el siguiente corregimiento (de acuerdo a la Gerencia departamental):
| Corregimiento | Centros Poblados | Veredas                                  |
| Mesopotamia   | - Mesopotamia    | San Miguel Abajo, Las Minitas, El Cardal |

## Geografía
La localidad hace parte de la zona del Altiplano, y se ubica en la parte más elevada del sur del Valle de San Nicolás. El municipio cuenta con un complejo sistema montañoso, que le permite poseer varios pisos térmicos: de su extensión total 198 km², 136 km² comprenden clima frío (comprendiéndose las zonas norte, oriente y sur de la localidad), y los 62 km² (zona occidental -vereda El Guarango-) restantes, a clima templado. Esto permite que se den cultivos altoandinos como la papa, la uchuva y el lulo, hasta otros templados como el café (en menor medida) y el plátano. Otra importante característica geográfica-orográfica, son las alturas máximas de 3050 m.s.n.m. del Cerro San Miguel (vereda San Miguel Santa Cruz), y los 2737 m. s. n. m. del Morro Peñas (eminencia, del batolito antioqueño) ubicado en la vereda Vallejuelito-Peñas (el cual es visible desde gran parte del territorio). La zona norte se asienta sobre una meseta de tipo sedimentario, rica en yacimientos de caolín; el sur en cambio, se caracteriza por su quebrada topografía con suelos volcánicos, y que demarca el inicio del sistema del Páramo de Sonsón.  
En lo que respecta a la hidrografía, el municipio se encuentra irrigado por numerosas cascadas y quebradas, que forman parte de la cuenca del río Buey, con sus afluentes principales, el río Piedras (que atraviesa la localidad en sentido norte-sur, con dirección al este formando un cañón, y que nace en las inmediaciones de la zona urbana), y el río San Miguel (que tiene su origen en las proximidades de Mesopotamia); el río Buey a su vez es tributario del río Arma, el cual desemboca finalmente en el río Cauca desde su vertiente oriental. 

## Vías de comunicación
Se comunica por carretera pavimentada con la ciudad de Medellín y el municipio de La Ceja, a través de la vereda de Chuscalito, ubicándose así a 57 km de distancia con la capital departamental (1 hora y 30 minutos en automóvil, aproximadamente). Se conecta igualmente por carretera pavimentada con el municipio de Sonsón, y por medio de este con Argelia y Nariño. Por carretera destapada con El Carmen de Viboral y Abejorral. Con Mesopotamia, se comunica por dos vías, una pavimentada (carretera a Sonsón) y otra destapada (vía Chalarca).

## Economía
La economía de La Unión ha girado tradicionalmente en torno al cultivo de la papa, y la ganadería lechera.
Actualmente, cuenta con un nivel de producción de 360 toneladas semanales de este tubérculo y un área sembrada de 14 kilómetros cuadrados aproximadamente.
Renglones económicos principales:
- Agricultura: papa, maíz, fríjol, legumbres, floricultura, fresa, uchuva, mora de Castilla, aguacate.
- Ganadería: lechera y de carne
- Minería (no metálica): talco, caolín y arcilla.
- Piscicultura.
- Productos lácteos.

## Personas destacadas
Dentro de los personajes más reconocidos del municipio, se encuentra Felix María Restrepo Londoño (conocido como "El Tuso"), pensador y filósofo que encarnó el pensamiento liberal e intelectual del siglo XX dentro de este territorio. En su época de juventud (durante su estancia formativa en Bogotá) estuvo en contacto con importantes dirigentes liberales como Rafael Uribe Uribe, que influyeron enormemente en su pensamiento y liderazgo dentro de la localidad. Desde el año 2003 la que en otrora fuera la escuela de varones Francisco de Paula Santander, pasó a conformar, junto con la escuela de niñas Marie Poussepin, la actual Institución Educativa Félix María Restrepo Londoño, nombrada en honor a este personaje. 
La vida política del municipio, ha girado en torno al liberalismo y la figura de Rafael Uribe Uribe, quien a pesar de no ser natural de la localidad, durante su comandancia de los ejércitos liberales en la Guerra de los Mil Días, contó en sus filas con la participación de habitantes de La Unión;  tanta es así la importancia de este caudillo (en la formación de la identidad liberal unitense), que en el parque principal se erigió un busto de bronce en su honor.

## Demografía
Población Total: 21 475 hab. (2018)
- Población Urbana: 12 724
- Población Rural: 8 751

Alfabetismo: 91,2% (2005)
- Zona urbana: 93,6%
- Zona rural: 88,4%

## Etnografía
Según las cifras presentadas por el DANE del censo 2005, la composición etnográfica del municipio es: 
- Mestizos y caucásicos (99,6%)
- Afrodescendientes (0,4%)

## Fiestas
- Fiestas populares y Folclóricas de la papa (enlace roto disponible en Internet Archive; véase el historial, la primera versión y la última). (último fin de semana de junio, cada año).
- Fiestas patronales de Nuestra Señora de las Mercedes (en septiembre).

## Sitios de interés
- Iglesia del parque principal, Nuestra Señora de las Mercedes.
- Iglesia del corregimiento de Mesopotamia (a 30 minutos de la cabecera municipal).
- La capilla en el parque principal (es el primer templo católico con que contó la localidad).
- Casa consistorial "Los fundadores" (de arquitectura colonial de principios del siglo XX -reconstruida-; parque principal).
- Puente Tablas (vereda Las Brisas).
- Puente Hierro (vereda El Cardal).
- Río Piedras (veredas Piedras Teherán y San Francisco)
- Monumento y Cueva de "El Tuso" (vereda El Guarango).
- Cascada del Presidio (vereda El Guarango), barranquismo.
- Baños naturales (veredas El Cardal y El Buey).
- Morro Peñas (vereda Vallejuelito-Peñas); en él se puede realizar rápel y senderismo.
- Fincas lecheras (corregimiento de Mesopotamia, veredas del oriente y sur del municipio).
- Cerro Gordo o Cerro Chapecoense (vereda Pantalio).

## Ciudades hermanas
- Chapecó, Brasil[9]